# Gare de Romilly-sur-Seine
Ne doit pas être confondu avec Gare de Romilly-la-Puthenaye.
La gare de Romilly-sur-Seine, parfois appelée gare de Romilly, est une gare ferroviaire française de la ligne de Paris-Est à Mulhouse-Ville, située à proximité du centre-ville, sur le territoire de la commune de Romilly-sur-Seine, dans le département de l'Aube, en région Grand Est.
Elle est mise en service en 1848, par la Compagnie du chemin de fer de Montereau à Troyes.
C'est une gare de la Société nationale des chemins de fer français (SNCF), desservie par des trains régionaux du réseau TER Grand Est.

## Situation ferroviaire
Établie à 78 mètres d'altitude, la gare de Romilly-sur-Seine est située au point kilométrique (PK) 128,739 de la ligne de Paris-Est à Mulhouse-Ville (surnommée ligne 4), entre les gares ouvertes aux voyageurs de Nogent-sur-Seine et de Troyes (s'intercalent, côté Paris, les gares fermées de Marnay-sur-Seine, de Pont-sur-Seine et de Crancey, et, côté Mulhouse, celles de Maizières-la-Grande-Paroisse, de Châtres, de Mesgrigny - Méry, de Vallant-Saint-Georges, de Saint-Mesmin, de Savières, de Payns, de Saint-Lyé et de Barberey-Saint-Sulpice). Ancienne gare de bifurcation, Romilly-sur-Seine est également située au PK 83,950 de la ligne de Oiry - Mareuil à Romilly-sur-Seine (partiellement déclassée ; la gare précédente était Saint-Just-Sauvage), et au PK 78,665 de la ligne de Mézy à Romilly-sur-Seine (également partiellement déclassée ; la gare précédente était Lurey - Conflans).
La gare dispose de trois quais desservant quatre voies de passage. Leurs longueurs utiles sont de 310 mètres pour le quai 1 (latéral, voie 5), de 380 mètres pour le quai 3 (rénové, central, voies 1 et 2) et de 160 mètres pour le quai 2 (voie 3). Le quai 3 est utilisé en service commercial normal ; les autres quais (comme celui de la voie 5, accolé au bâtiment voyageurs) sont utilisés de manière ponctuelle, par exemple la desserte de trains spéciaux (notamment ceux de l'AJECTA).
Par ailleurs, des voies de service sont présentes. C'est sur ce faisceau que s'embranche la voie menant à l'ancien technicentre de Romilly.

## Histoire
Le passage par Romilly est intégré dans le tracé définitif de la ligne de Montereau à Troyes. La Compagnie du chemin de fer de Montereau à Troyes inaugure cette ligne le 6 avril 1848, et la met en service, ainsi que la station de Romilly, le 10 avril 1848. Puis, le 21 janvier 1854, la ligne et la gare sont reprises par la Compagnie du chemin de fer de Paris à Strasbourg, qui devient alors la Compagnie des chemins de fer de l'Est. Ensuite, le 25 avril 1857, la section Flamboin – Troyes (dont fait partie Romilly) est fusionnée à la nouvelle ligne Paris – Mulhouse. En 1888, la gare est déplacée ; elle se trouvait initialement près du passage à niveau en direction de Paris, plus précisément à l'emplacement du local de l'association « le Foyer ». Toutes les infrastructures précitées sont finalement intégrées à la SNCF lors de sa création, soit le 1er janvier 1938.
La construction d'un nouveau poste d'aiguillage de technologie PRSI, jouxtant la gare, débute en novembre 2016, pour un coût de 13 millions d'euros. Mis en service en juillet 2019, il s'intègre dans les travaux d'amélioration des systèmes de commande de la signalisation, accompagnant la future électrification de la section Paris – Troyes (qui devait être terminée pour 2022) ; trois installations terminales embranchées sont démontées à l'occasion de ce chantier. Par ailleurs, un pôle d'échanges, ainsi que le parvis rénové, sont inaugurés à la même période.

### Fréquentation
De 2015 à 2024, selon les estimations de la SNCF, la fréquentation annuelle de la gare s'élève aux nombres indiqués dans le tableau ci-dessous.
| Année                      | 2015    | 2016    | 2017    | 2018    | 2019    | 2020    | 2021    | 2022    | 2023    | 2024    |
| -------------------------- | ------- | ------- | ------- | ------- | ------- | ------- | ------- | ------- | ------- | ------- |
| Voyageurs                  | 306 218 | 294 493 | 295 097 | 292 078 | 327 208 | 223 817 | 281 332 | 352 333 | 426 999 | 470 006 |
| Voyageurs et non voyageurs | 344 066 | 330 892 | 331 570 | 328 177 | 367 649 | 251 480 | 315 991 | 395 879 | 479 775 | 528 096 |

## Service des voyageurs

### Accueil
Romilly-sur-Seine est une gare de la SNCF, disposant d'un bâtiment voyageurs (avec guichet) ouvert tous les jours.
Elle est équipée de distributeurs de titres de transport TER, d'une salle d'attente, d'un quai partiellement couvert et de toilettes. En outre, le service « Accès TER » (pour les personnes à la mobilité réduite) est disponible. Un souterrain permet la traversée des voies et le passage d'un quai à l'autre.

### Desserte
La gare est desservie par des trains TER Grand Est effectuant des missions entre la gare de Paris-Est et celles de Troyes, de Culmont - Chalindrey, de Vittel, de Dijon-Ville, de Belfort ou de Mulhouse-Ville.

### Intermodalité
Un parking est aménagé à proximité de la gare.
Un arrêt permet des correspondances avec les autocars du réseau TER Grand Est (relations de Romilly-sur-Seine à Troyes et Nogent-sur-Seine), qui circulent en complément de la desserte ferroviaire, en marquant notamment des arrêts à proximité des gares fermées aux voyageurs.

## Service des marchandises
Cette gare est ouverte au service du fret ; elle dessert une installation terminale embranchée.

## Ateliers de Romilly
Les ateliers de Romilly jouxtent les emprises de la gare, depuis 1884. Créés par la Cie de l'Est à cet emplacement en raison de leur position sur un nœud ferroviaire important à l'époque (trois lignes), ils sont, en 2014, un technicentre de la SNCF spécialisé dans la maintenance lourde et la rénovation des voitures Corail et de certaines rames TGV Sud-Est ; cette activité a été arrêtée en 2017.
En 2019, ils sont reconvertis en un centre de démantèlement (et de recyclage) de rames, tandis qu'un nouveau technicentre, s'occupant des pièces détachées électromécaniques des matériels roulants de la SNCF, a été construit sur un terrain de 6 hectares (qui présente la particularité de ne pas être relié au réseau ferroviaire),,,,.